# Sicyonis obesa
Sicyonis obesa är en havsanemonart som först beskrevs av Oscar Henrik Carlgren 1934.  Sicyonis obesa ingår i släktet Sicyonis och familjen Actinostolidae. Inga underarter finns listade i Catalogue of Life.